# Hirohide Adachi
Hirohide Adachi (japanisch 足立 丈英 Adachi Hirohide; * 17. April 1999 in der Präfektur Hyōgo) ist ein japanischer Fußballspieler.

## Karriere
Adachi erlernte das Fußballspielen in der Jugendmannschaft von Gamba Osaka. Die U23-Mannschaft des Vereins spielte in der dritten Liga, der J3 League. Bereits als Jugendspieler absolvierte er 11 Drittligaspiele.